# Великий Врх (Циркулане)
Великий Врх (словен. Veliki Vrh) — поселення в общині Циркулане, Подравський регіон‎, Словенія.